# ネクストスター中日本
ネクストスター中日本（ネクストスターなかにほん）は東海・北陸地区の3主催者持ち回りで施行される東海・北陸地区の地方競馬の重賞競走である。

## 概要
2023年から2024年にかけての「全日本的なダート競走の体系整備」で、兵庫チャンピオンシップを頂点とする2歳から3歳ダート短距離路線が整えられ、同路線において2歳秋および3歳に「ネクストスター」を冠する高額賞金のJRA重賞級認定競走が各地に新設された。本競走「ネクストスター中日本」は、ネクストスター競走のうち兵庫チャンピオンシップのトライアルとして地域毎（ほかに北日本、東日本、西日本）に3歳春（第1回は2024年春）に施行される競走の一つであり東海・北陸ブロックを対象に行われる。第1回より「3歳スプリントシリーズ」の構成競走となった。
主催者・施行場は東海・北陸3主催者・3場(名古屋・笠松・金沢)の持ち回りで第1回は名古屋競馬場ダート1500mで重賞として施行されるが、東海地区の重賞格付け（SP）は付されない。

### 条件・賞金等（2025年）
施行場・距離
笠松競馬場ダート1400メートル
出走資格
サラブレッド系3歳、東海、北陸所属。
- 中央所属時に出走歴がある馬は出走不可。
- 3歳のJRA重賞級認定競走勝ち馬は出走不可。
- 北陸・東海以外の地区からの転入馬は、当地区転入後1走以上している必要がある。
- 金沢所属として出走歴がある馬は、出走希望申込時点（本年3月18日）で金沢所属で、本年最初のJRA重賞級認定競走実施日である本年3月19日以降に出走歴がなくても出走できる。

出走枠
フルゲート12頭で、北陸（金沢）4頭以下、東海地区8頭以上（原則笠松4頭以上、名古屋4頭以下）と定められている。
負担重量
定量。57kg、牝馬2kg減。
賞金額
1着1200万円、2着480万円、3着300万円、4着180万円、5着120万円。
副賞
地方競馬全国協会理事長賞、（一社）日本地方競馬馬主振興協会会長賞、（一社）岐阜県馬主会会長賞、岐阜県地方競馬組合開催執務委員長賞
優先出走権付与
優勝馬に兵庫チャンピオンシップの優先出走権が付与される。

## 歴代優勝馬
| 回数  | 施行日        | 競馬場 | 距離  | 優勝馬             | 性齢 | 所属 | タイム | 優勝騎手 | 管理調教師 | 馬主     |
| ----- | ------------- | ------ | ----- | ------------------ | ---- | ---- | ------ | -------- | ---------- | -------- |
| 第1回 | 2024年3月28日 | 名古屋 | 1500m | フークピグマリオン | 騸3  | 愛知 | 1:35.4 | 今井貴大 | 宇都英樹   | 福岡隆史 |
| 第2回 | 2025年4月1日  | 笠松   | 1400m | ケイズレーヴ       | 牡3  | 愛知 | 1:27.8 | 丸野勝虎 | 榎屋充     | 伊藤健   |

#### 各回競走結果の出典
- ネクストスター中日本　歴代優勝馬 - 地方競馬全国協会
- JBISサーチ
  - 2024年、2025年